# 이화중선

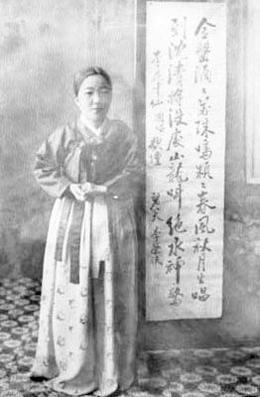
이화중선

이화중선(李花中仙, 1898년 ~ 1943년)은 대한민국의 국악인이다. 아명은 이봉학이며 부산 출신으로 근세 명창의 최고봉을 장식하였다. 5 명창의 한 사람인 송만갑에게서 판소리를 공부하여 일가를 완성하였다. 그의 고운 목청은 전무후무한 것으로 일세를 풍미하였으며, 수많은 음반이 남겨져 있다. 그의 특기는 《적벽가》와 《춘향가》이다.